# Сен-Жермен-ан-Ле

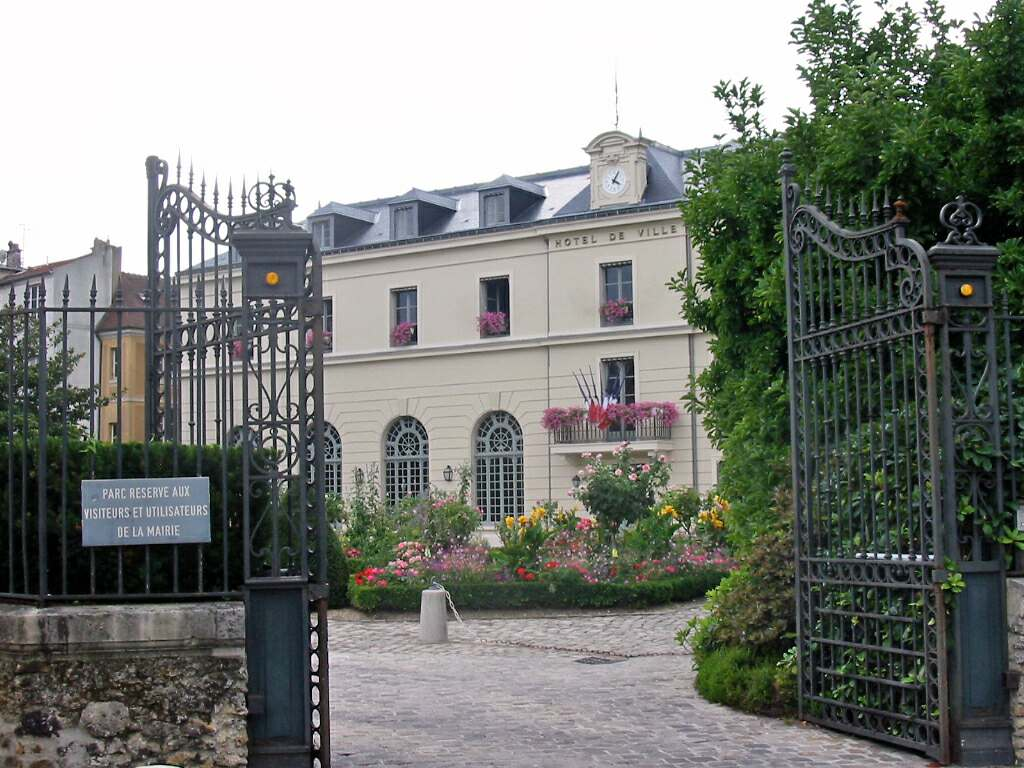

Сен-Жерме́н-ан-Ле (фр. Saint-Germain-en-Laye) — місто та муніципалітет у Франції, в регіоні Іль-де-Франс, у департаменті Івлін, на відстані близько 20 км на захід від Парижу, 11 км на північ від Версалю. Населення — 44 380 осіб (01.01.2021).

## Історія
1 січня 2019 року до Сен-Жермен-ан-Ле приєднали колишній муніципалітет Фурке.

## Демографія
Динаміка населення (Cassini і INSEE і INSEE 
" ):
Розподіл населення за віком та статтю (2006):
| Стать | Всього | До 15 років | 15-24 | 25-44 | 45-64 | 65-85 | Понад 85 |
| --- | ------ | ----------- | ----- | ----- | ----- | ----- | -------- |
| Чоловіки | 19 737 | 4198        | 2625  | 5851  | 4687  | 2123  | 253      |
| Жінки | 21 571 | 3894        | 2736  | 6060  | 5054  | 3196  | 631      |
| \| Статево-вікова піраміда \| Статево-вікова піраміда \| Статево-вікова піраміда \| \| ----------------------- \| ----------------------- \| ----------------------- \| \| Чоловіки \| Вік \| Жінки \| \| 253 \| 85 + \| 631 \| \| 338 \| 80-84 \| 652 \| \| 637 \| 75-79 \| 953 \| \| 494 \| 70-74 \| 798 \| \| 654 \| 65-69 \| 793 \| \| 820 \| 60-64 \| 804 \| \| 1265 \| 55-59 \| 1206 \| \| 1203 \| 50-54 \| 1535 \| \| 1399 \| 45-49 \| 1509 \| \| 1388 \| 40-44 \| 1545 \| \| 1440 \| 35-39 \| 1401 \| \| 1560 \| 30-34 \| 1630 \| \| 1463 \| 25-29 \| 1484 \| \| 1167 \| 20-24 \| 1333 \| \| 1458 \| 15-20 \| 1403 \| \| 1494 \| 10-14 \| 1380 \| \| 1319 \| 5-9 \| 1262 \| \| 1385 \| 0-4 \| 1252 \| |        |             |       |       |       |       |          |
| Статево-вікова піраміда |        |             |       |       |       |       |          |
| Чоловіки | Вік    | Жінки       |       |       |       |       |          |
| 253 | 85 +   | 631         |       |       |       |       |          |
| 338 | 80-84  | 652         |       |       |       |       |          |
| 637 | 75-79  | 953         |       |       |       |       |          |
| 494 | 70-74  | 798         |       |       |       |       |          |
| 654 | 65-69  | 793         |       |       |       |       |          |
| 820 | 60-64  | 804         |       |       |       |       |          |
| 1265 | 55-59  | 1206        |       |       |       |       |          |
| 1203 | 50-54  | 1535        |       |       |       |       |          |
| 1399 | 45-49  | 1509        |       |       |       |       |          |
| 1388 | 40-44  | 1545        |       |       |       |       |          |
| 1440 | 35-39  | 1401        |       |       |       |       |          |
| 1560 | 30-34  | 1630        |       |       |       |       |          |
| 1463 | 25-29  | 1484        |       |       |       |       |          |
| 1167 | 20-24  | 1333        |       |       |       |       |          |
| 1458 | 15-20  | 1403        |       |       |       |       |          |
| 1494 | 10-14  | 1380        |       |       |       |       |          |
| 1319 | 5-9    | 1262        |       |       |       |       |          |
| 1385 | 0-4    | 1252        |       |       |       |       |          |

## Персоналії
У Сен-Жермен-ан-Ле народився композитор Клод Дебюссі. Будинок, де це сталося, зараз музей композитора. Тут народилася також французька тенісистка Амелі Моресмо.
- Корінн Клері (* 1950) — французька акторка кіно і телебачення.

## Економіка
2010 року серед 26 440 осіб працездатного віку (15—64 років) 19 776 були активними, 6664 — неактивними (показник активності 74,8%, у 1999 році було 71,5%). З 19 776 активних мешканців працювало 18 178 осіб (9484 чоловіки та 8694 жінки), безробітними було 1598 (770 чоловіків та 828 жінок). Серед 6664 неактивних 3298 осіб було учнями чи студентами, 1391 — пенсіонерами, 1975 були неактивними з інших причин.

У 2010 році в муніципалітеті числилось 16279 оподаткованих домогосподарств, у яких проживали 38525,0 особи, медіана доходів становила 29 274 євро на одного особоспоживача

## Міста-побратими
- Ашаффенбург, Німеччина (1975)
- Темара, Марокко (1982)
- Ер, Велика Британія (1984)
- Вінчестер, США (1990)
- Констанцин-Єзьорна, Польща (1992)

## Галерея зображень

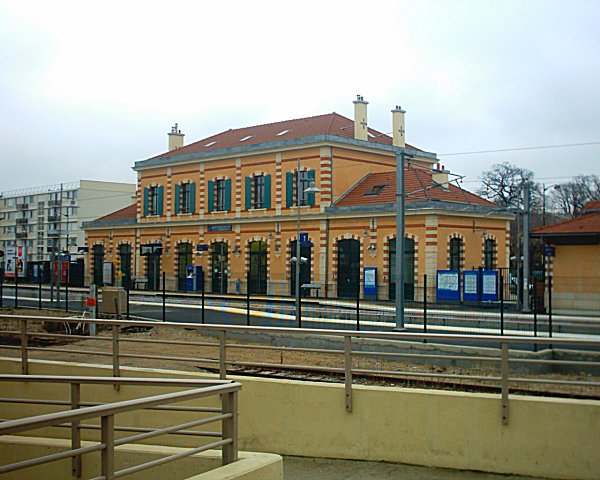
Вокзал в Сен-Жермен
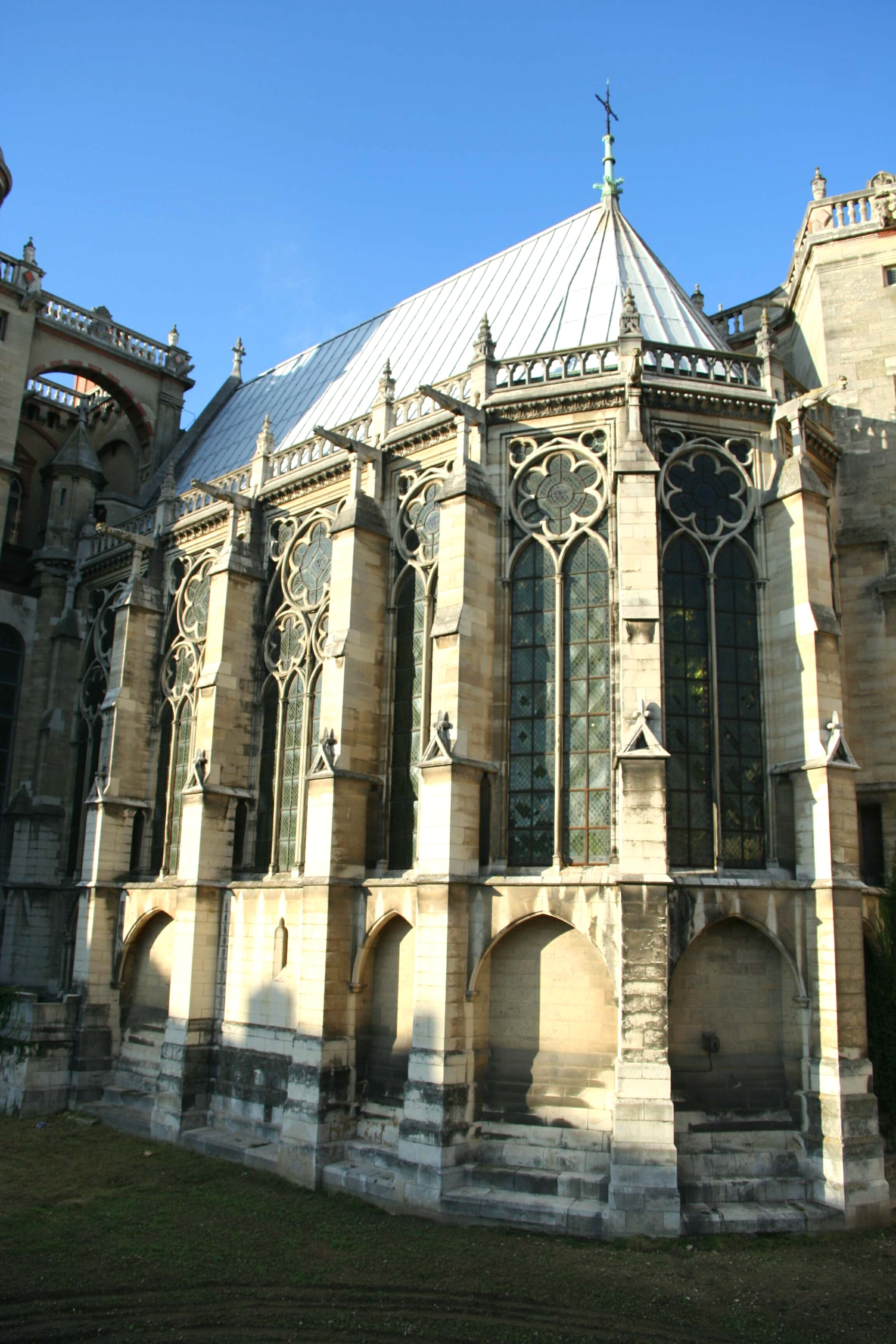
Каплиця святого Людовика Сен-Шапель.
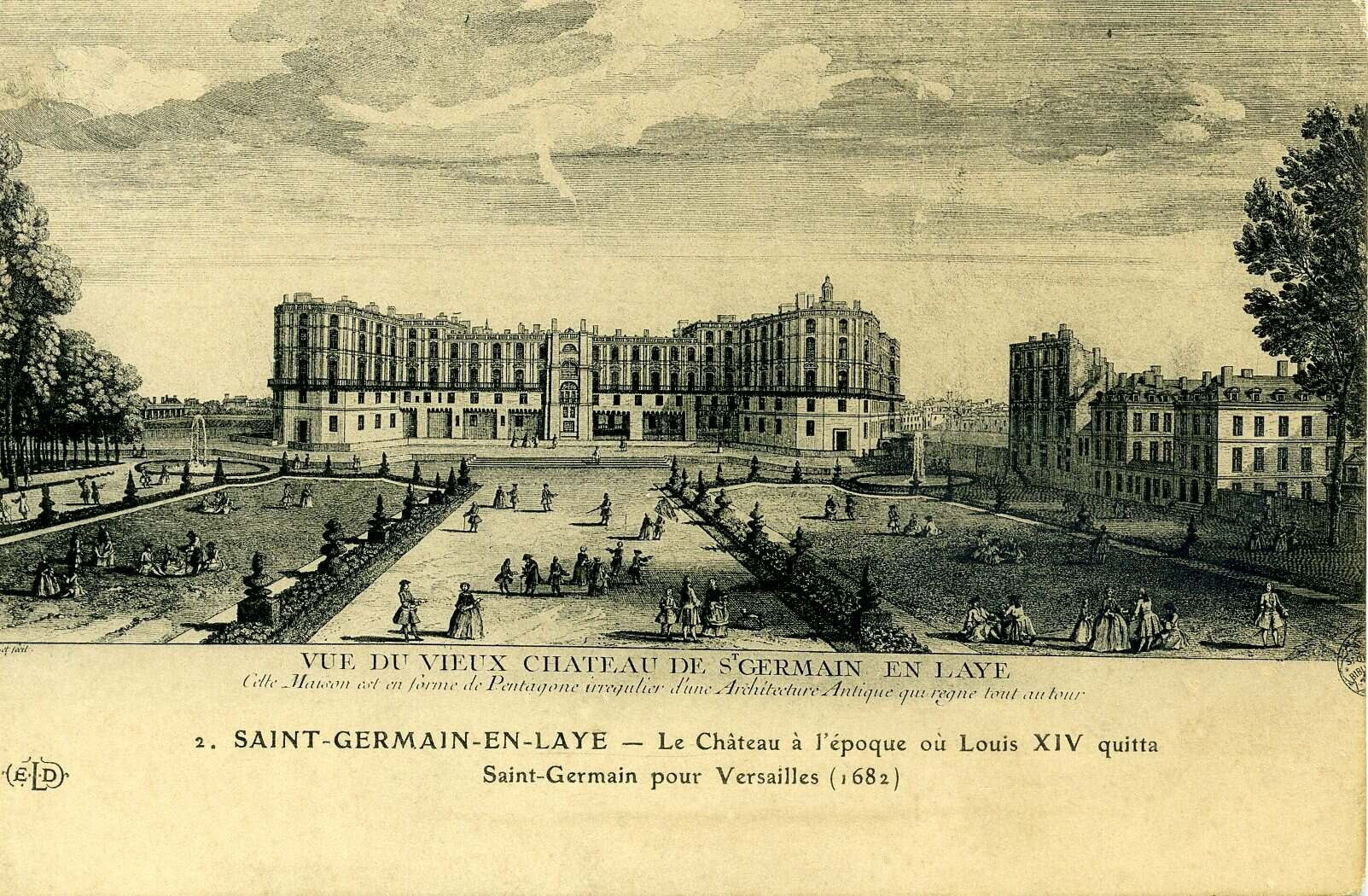
Старий замок близько 1682 року
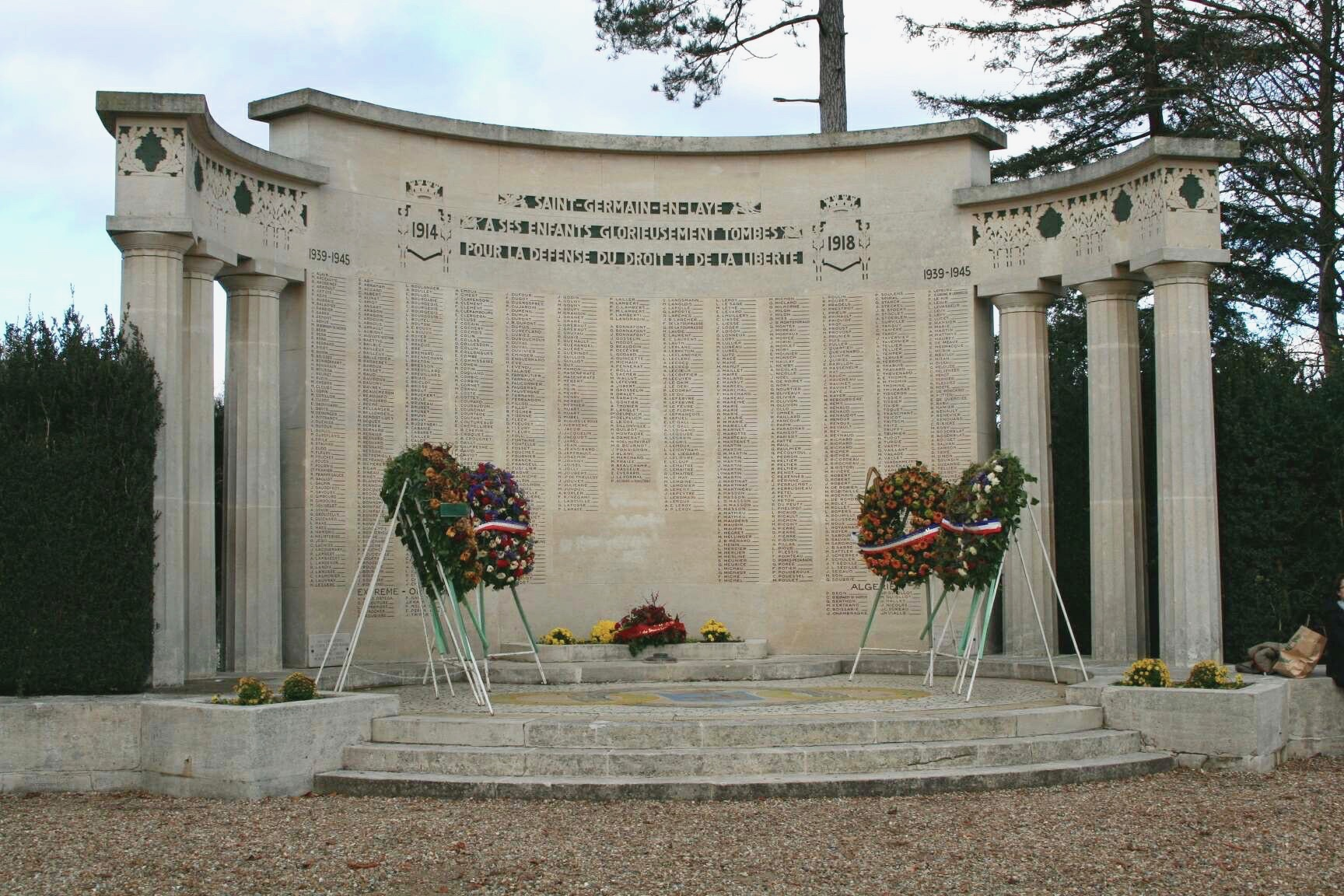
Монумент загиблим.
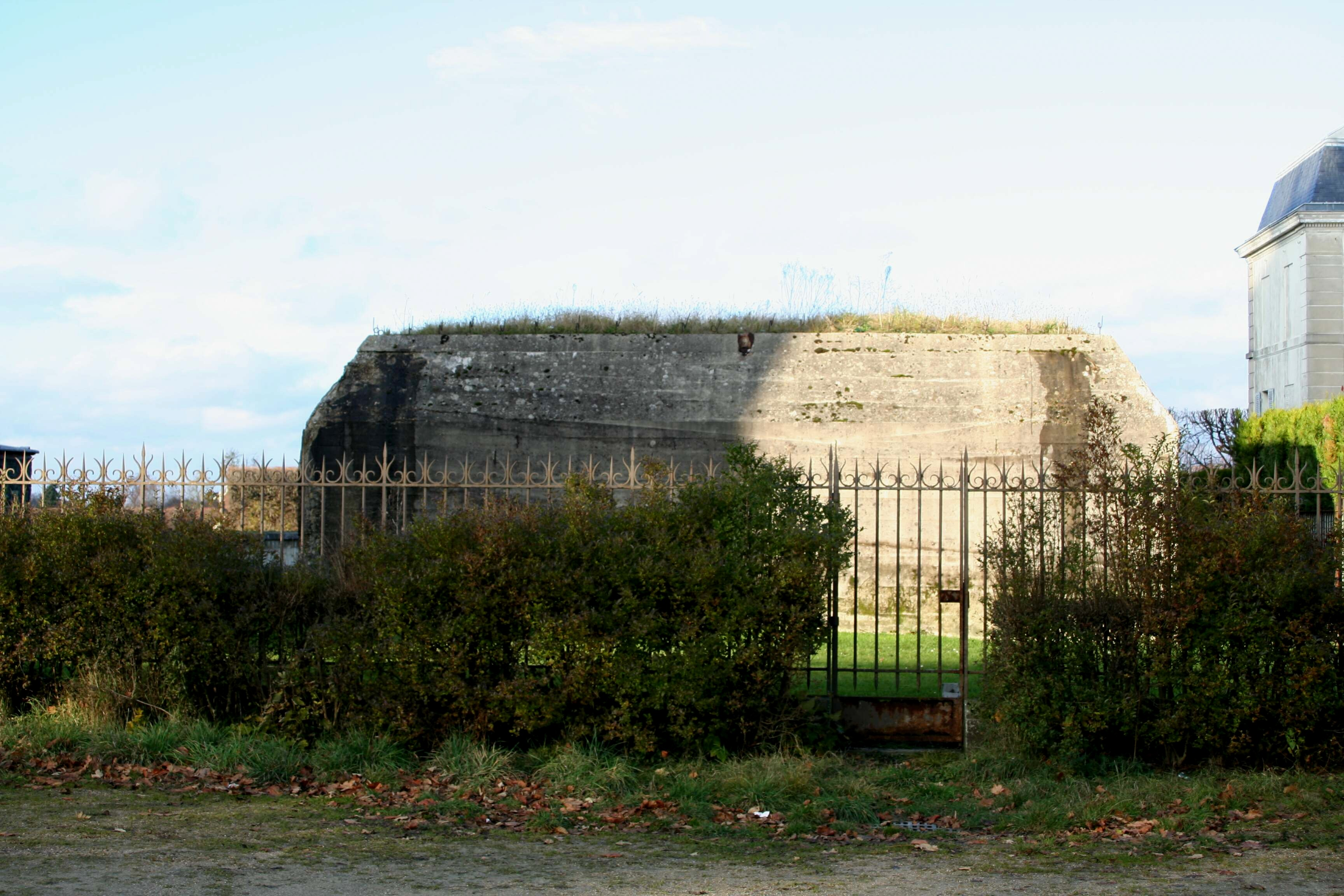
Німецький дот поряд з палацом.
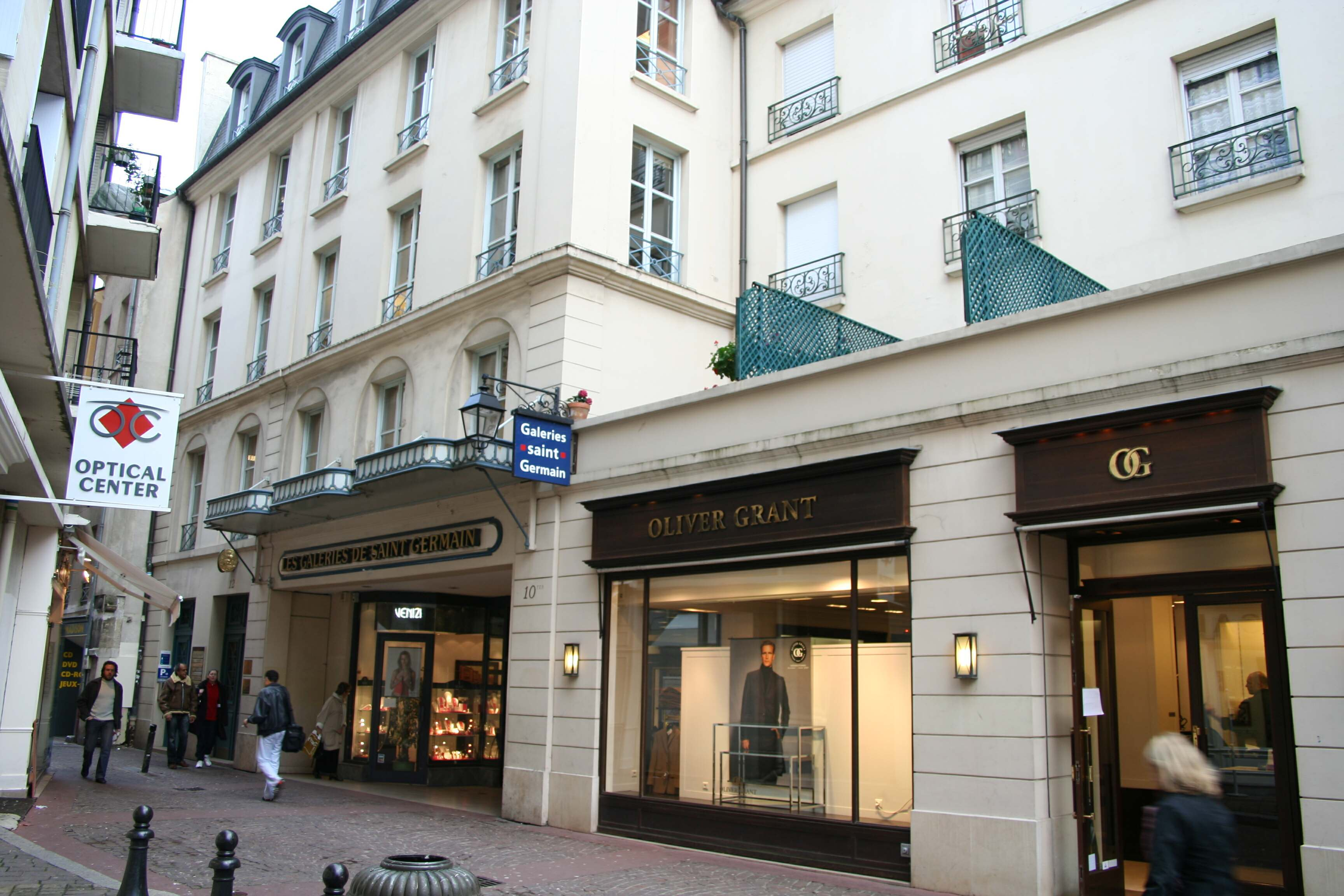
Вхід до Галерей Сен-Жермен, вулиця рю де ла Саль
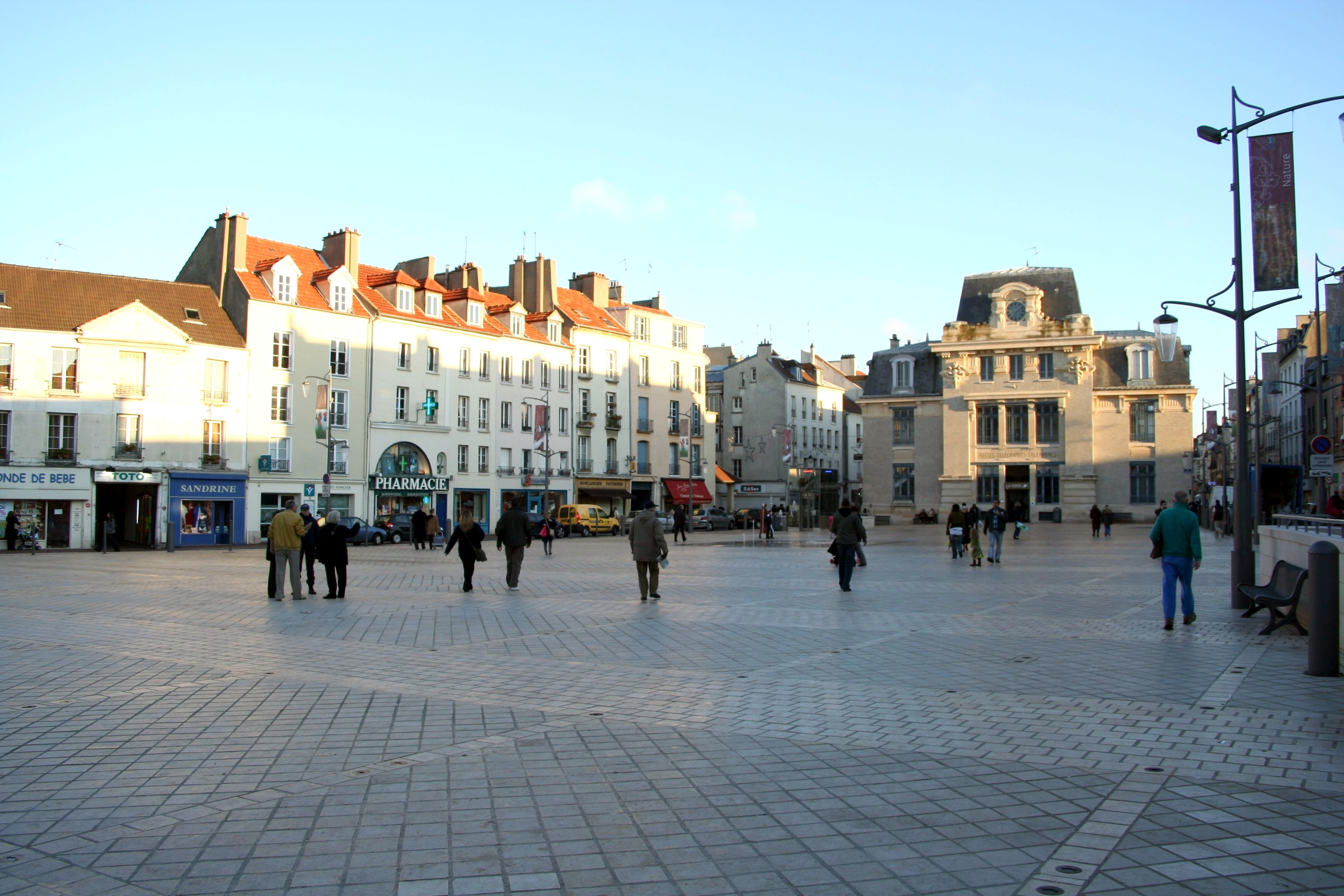
Площа Марше-неф
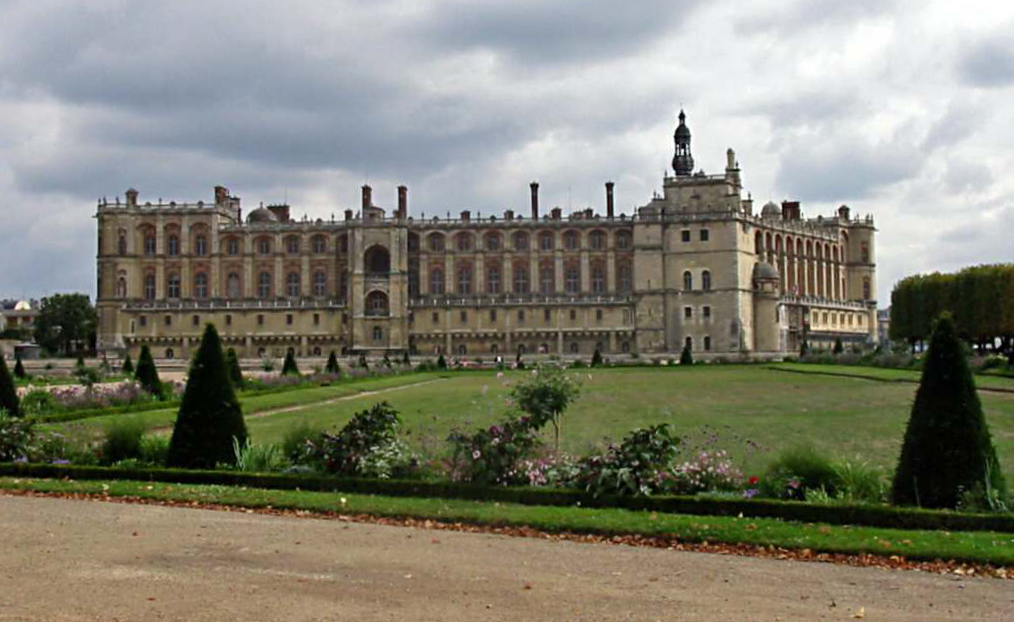
Сен-Жерменський палац
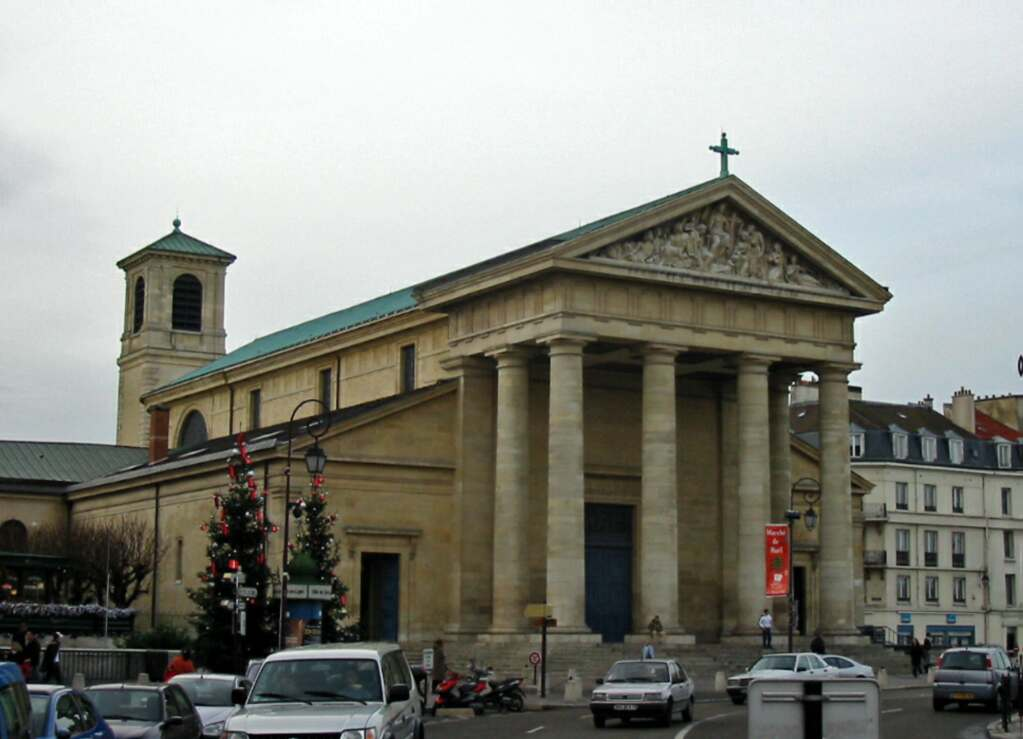
Церква Сен-Жермен
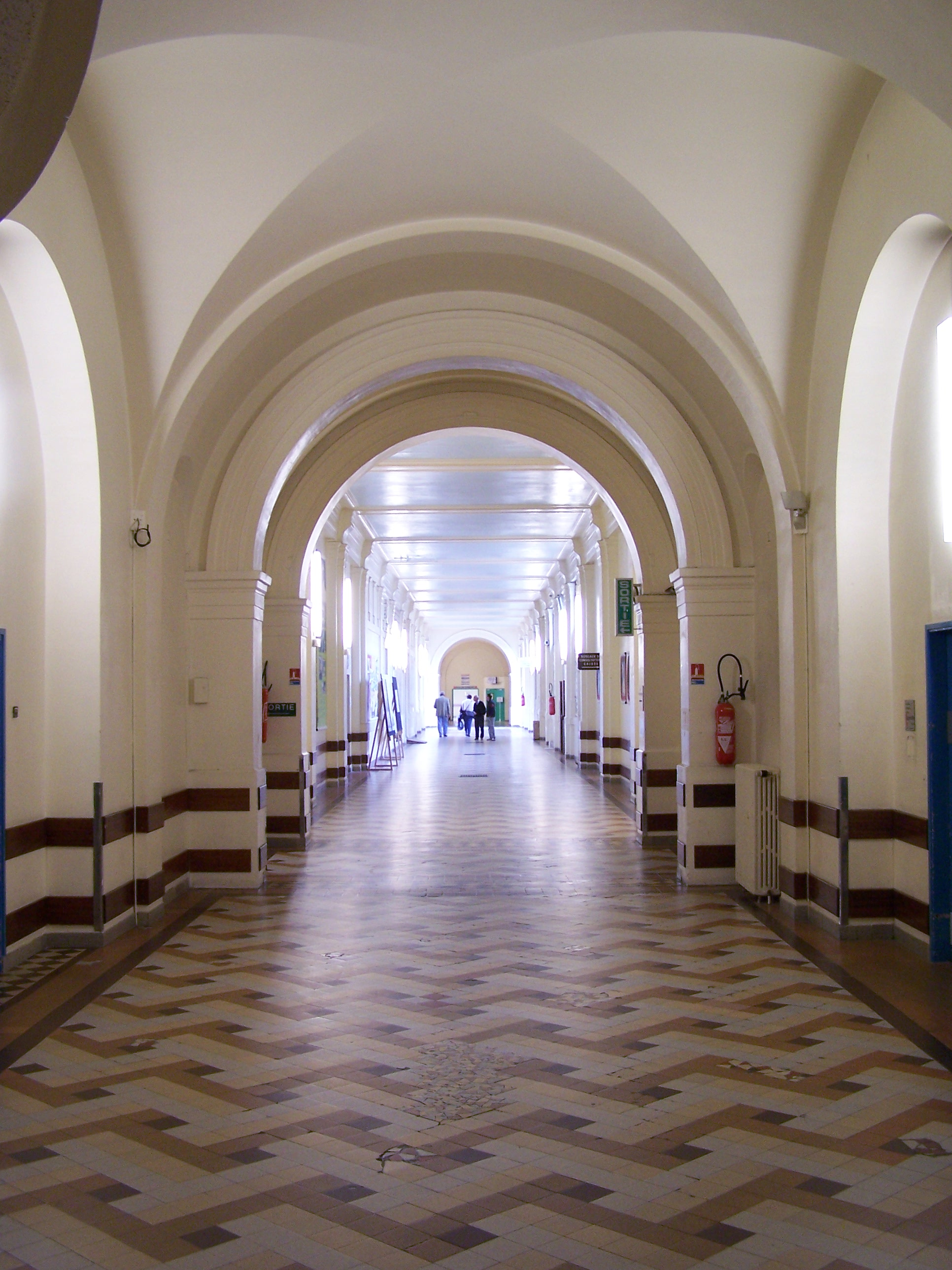
Галерея лікарні Сен-Жермен.